# Isaac Israel Hayes
|  | Aquest article tracta sobre un metge i explorador del segle xix. Si cerqueu el músic, vegeu «Isaac Hayes». |

Isaac Israel Hayes (Comtat de Chester, Pennsilvània, 5 de març de 1832 - Nova York, 17 de desembre de 1881) fou un metge i explorador de l'Àrtida estatunidenc.

## Biografia
Isaac Israel Hayes va néixer al Comtat de Chester, Pennsilvània, el 1832, descendent d'una família procedent d'Oxfordshire que s'hi havia traslladat durant el segle xviii. Assistí a l'Acadèmia Westtown entre 1838 i 1848 i posteriorment completà els seus estudis de medicina a la Universitat de Pennsilvània.

### Participació en la segona expedició de Grinnell (1853-55)
Interessat en l'exploració de l'Àrtida, Hayes s'incorporà com a cirurgià en l'expedició patrocinada per Henry Grinnell i dirigida per Elisha Kent Kane entre 1853 i 1855 a la recerca de John Franklin. Aquesta expedició va salpar de Nova York el 31 de maig de 1853 amb el vaixell Advance i una tripulació de 18 homes. Es dirigiren cap a Groenlàndia, cap a l'estret de Smith, on es van veure obligats a buscar refugi a finals d'agost, uns 70 km al nord d'Etah. Durant la primavera següent Hayes va travessar les aigües de la conca Kane fins a l'illa d'Ellesmere, prop del cap Fraser, sent el primer occidental en explorar aquelles terres que batejaren com a terra de Grinnell.
El juliol de 1854 el gel encara els barrava el pas i a finals d'agost la major part de la tripulació planejaren un pla per fugir. Conscient de la impossibilitat d'evitar-ho Kane va permetre que marxessin i sols cinc no ho feren. Hayes, junt amb vuit membres més de l'expedició, iniciaren el 5 de setembre el camí cap al sud, amb l'objectiu d'arribar a Upernavik, a 800 km, preferint el perill del viatge a passar a un segon hivern al gel, però el viatge no anà bé i el 12 de desembre van tornar a bord de l'Advance, on foren ben rebuts. Hayes patia problemes de congelació als dits d'un peu, que el mateix Kane amputà. Finalment es feren a la mar a bord dels petits bots el 20 de maig, navegant cap al sud, fins a ser recollits per un balener que els traslladà a Upernavik el 6 d'agost i posteriorment a Nova York, on arribaren l'11 d'octubre de 1855.

### L'expedició de 1860-1861
Mort prematurament Kane, Hayes semblava l'estatunidenc millor preparat per liderar una nova expedició a l'Àrtida. Això passà el juliol de 1860, quan Grinnell finançà una nova expedició i el posà al capdavant. A bord de la goleta United States volia apropar-se al pol Nord a través del mar polar obert, que deia haver vist el 1855 i creien existia al nord del paral·lel 85. En aquesta expedició Hayes va fer un dels primers estudis clínics sobre la ràbia àrtica. L'expedició tornà a Nova York el 1861 després d'assegurar haver arribat més al nord que cap altre home a la costa d'Ellesmere, als 81° 35′ N, 70° 30′ W, tot i que posteriorment es comprovà que no arribà més enllà del cap de Collinson i que mai va navegar pel canal de Kennedy.

### La Guerra Civil
La Guerra Civil dels Estats Units havia anat preocupant els estatunidencs, alhora que disminuïa l'interès pels descobriments de Hayes. A la Guerra Civil Hayes va estat al capdavant del Satterlee Hospital, un hospital amb 4.500 llits de l'Exèrcit de la Unió a Filadèlfia, ascendint fins a coronel. En acabar la guerra abandonà la medicina i s'incorporà en els negocis naviliers. Amb tot, mantingué l'interès en l'Àrtida, dedicant molt de temps a l'escriptura i l'ensenyament. El 1867 publicà The open polar sea.

### Tercera expedició àrtica
La tercera i darrera expedició àrtica fou a Groenlàndia el 1869, a bord del bergantí Panther. El viatge fou finançat per William Bradford, un conegut artista de marines i escenes de l'Àrtida. Allà hi va fer observacions geogràfiques i geològiques, en especial de glaciologia.

### Darrers anys
En tornar de Groenlàndia treballà com a professor, col·laborà en diaris i va fer d'escriptor. Entrà en política, sent representat pel Partit Republicà entre 1875 i 1881 a l'assemblea de l'Estat de Nova York. Fou un membre actiu de l'«American Geographical Society of New York». Influí també que aquesta entitat patrocinés la seva primera expedició àrtica a la recerca dels arxius de l'expedició perduda de Franklin. Tot i que Hayes esperava dirigir-la, donà ple suport a l'escollit, el tinent Frederick Schwatka.

## Obres de Hayes
- 1859 - Observations upon the relations existing between food and the capabilities of men to resist low temperatures (Filadèlfia, 1859).
- 1860 - An Arctic boat journey, in the autumn of 1854 (Boston, 1860).
- 1861 - «Lecture on Arctic explorations», Smithsonian Institution, Annual report (Washington), 1861: 149–60.
- 1862 - «Report of Dr Hayes' Arctic expedition», American Philosophical Soc., Proc. (Filadèlfia), 8 (1861–62): 383–93.
- 1867 -The open polar sea: a narrative of a voyage of discovery towards the North Pole, in the schooner “United States” (Nueva York, 1867).
- 1867 -«Physical observations in the Arctic seas...», ed. C. A. Schott, Smithsonian Contributions to Knowledge (Washington), 15 (1867), artículo V.
- 1868 -Cast away in the cold; an old man's story of a young man's adventures, as related by Captain John Hardy, mariner (Boston, 1868).
- 1870 - «Address on Arctic exploration, delivered November 12, 1868», American Geographical and Statistical Soc., Journal (Nova York), 2, pt. ii (1870): 1–31.
- 1871 -The land of desolation: being a personal narrative of adventure in Greenland (Londres, 1871).
- 1880 - «Remarks», American Geographical Soc. of New York, Journal (Nova York), 12 (1880), 258–73.
- 1881 -Pictures of Arctic travel... Greenland (Nova York, 1881).